# J.R. Rotem
Jonathan Reuven Rotem, noto come J.R. Rotem (Johannesburg, 1º settembre 1975), è un produttore discografico e musicista statunitense.

## Biografia
Nato in Sudafrica, è di origini israeliane. Si è trasferito da piccolo a Toronto prima di stabilirsi in California.
La sua prima importante produzione è rappresentata dal brano Fancy delle Destiny's Child (2001). Nel 2006 è tra i produttori della hit di Rihanna SOS.
Ha anche collaborato con Sean Kingston, Lil' Kim, JoJo, Britney Spears, Rick Ross, Nicole Scherzinger, The Cheetah Girls, Ashley Tisdale, Mýa, Flo Rida, Leona Lewis, Vanessa Hudgens, Jason Derulo, Nicki Minaj, Maroon 5 e altri artisti.